# Rio Passa-Três
Rio Passa-Três är ett vattendrag i Brasilien.   Det ligger i delstaten Paraná, i den södra delen av landet, 1 200 km söder om huvudstaden Brasília.
I omgivningarna runt Rio Passa-Três växer huvudsakligen savannskog. Runt Rio Passa-Três är det ganska tätbefolkat, med 60 invånare per kvadratkilometer.